# Tunnel Klöch
Der Tunnel Klöch (auch: Klöcher Tunnel, Landesstraßentunnel Klöch, Straßentunnel Klöch etc.) in Österreich ist nach der nahe gelegenen Marktgemeinde Klöch benannt. Durch den Tunnel führt die Landesstraße L 259 und der Tunnel dient der Umfahrung des Dorfzentrums von Klöch.

## Lage und Daten
Der 1990 eröffnete einröhrige Straßentunnel, durch den die Landesstraße L 259 (Purklastraße) führt, ist 381 m lang und unterquert einen kleinen Teil eines Ausläufers des südlichen Teils des Klöcher Massivs. Das Klöcher Massiv besteht aus Basalt. Der Tunnel führt fast geradlinig von 18° Nordnordost nach 198° Südsüdwest und weist nur eine geringe Steigung auf (Nordportal: 315 m ü. A.). Das Ortszentrum von Klöch liegt 190 Meter östlich des Tunnels, die Siedlung Seindl bzw. Klöchberg 500 bzw. 700 Meter westlich.
Der Tunnel Klöch ist ein Umfahrungstunnel vor allem für den Transport der Gesteine vom Basaltsteinbruch Klöch, aus dem die Rohstoffe überwiegend mittels 40-Tonner-Sattelschlepper durch diesen Tunnel geführt werden (ca. 80 % der Jahresproduktion, rund 480.000 Tonnen im Jahr ≈ 12.000 Sattelschlepper pro Jahr).
Eine Sperre des Tunnels bei Sprengungen im Basaltsteinbruch Klöch ist nur dann unter Umständen erforderlich, wenn diese Sprengungen bei der Bruchwand am nördlichen Tunnelende erfolgen.
Dieser Tunnel ist der einzige in der Steiermark, durch den eine Landesstraße verläuft. In den nächsten Jahren ist eine Sanierung des Tunnels Klöch vorgesehen.

## Feuerwehr
Wegen des Tunnels sind die Feuerwehren Klöch, Deutsch Haseldorf und Halbenrain Portalfeuerwehren und verfügen über Langzeitatemschutzgeräte.

## Tunnelfest
1990, kurz nach der Eröffnung des Klöcher Tunnels fand das erste Tunnelfest statt. Am 2. Oktober 2010 fand das 20. Tunnelfest statt (erstmals nicht von der Freiwilligen Feuerwehr Klöch organisiert). Jährlich war das Tunnelfest eine der Hauptveranstaltungen in Klöch und Umgebung.